# Sjarhej Balanovič
Sjarhej Michajlavič Balanovič (in bielorusso Сяргей Міхайлавіч Балановіч?, in russo Сергей Михайлович Баланович?, Sergej Michajlovič Balanovič; Pinsk, 29 agosto 1987) è un calciatore bielorusso, centrocampista dell'ML Vicebsk.

## Palmarès

### Club

#### Competizioni nazionali
- Campionato bielorusso: 1

Šachcër Salihorsk: 2020
- Coppa di Bielorussia: 2

Šachcër Salihorsk: 2013-2014, 2018-2019